# Jacob Moelaert

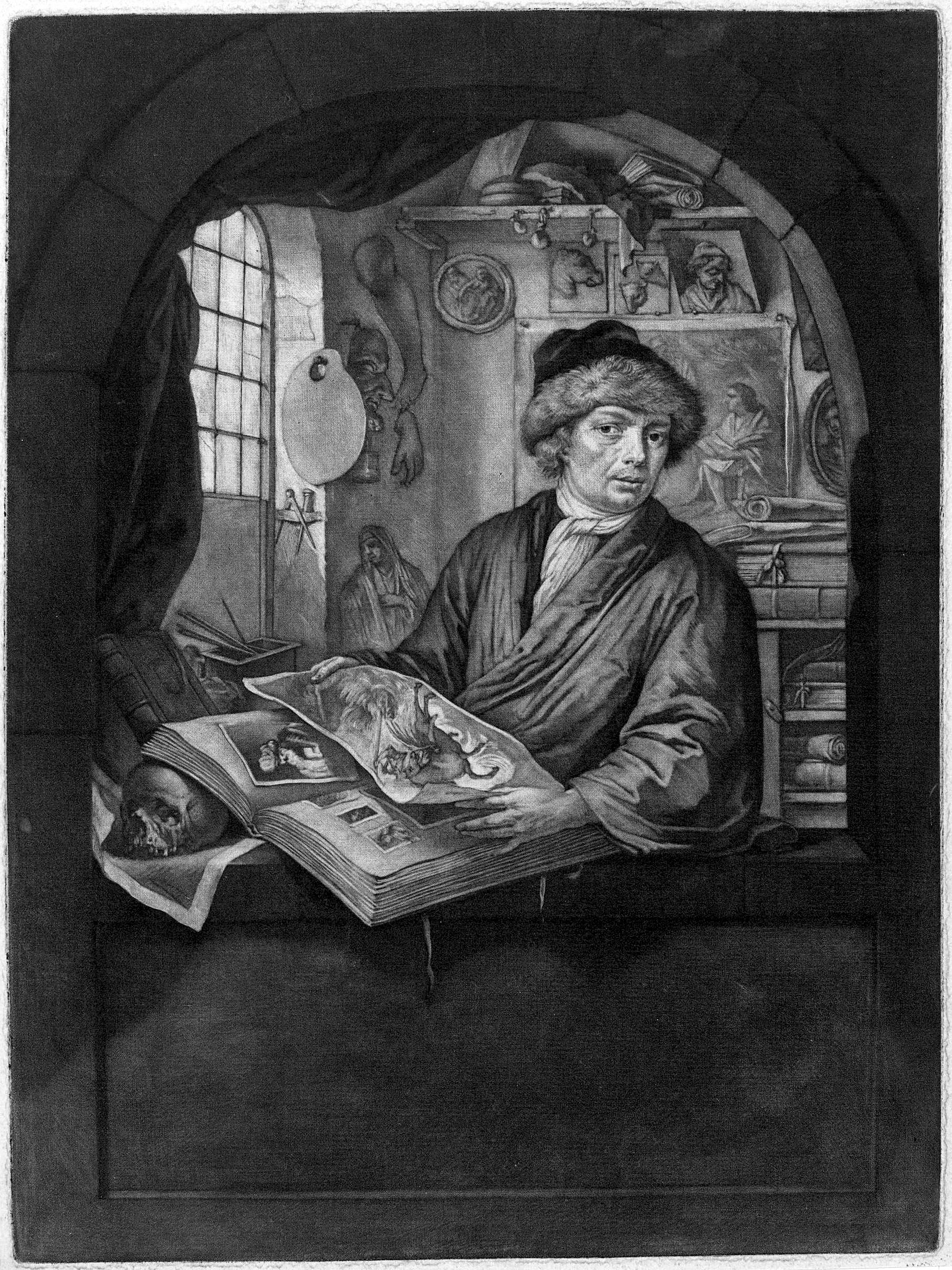
Jacob Moelaert (Nicolaas Verkolje)

Jacob Moelaert (Dordrecht, 15 september 1649 – aldaar, ca. 1727) was een Noord-Nederlands kunstverzamelaar, boekhandelaar, winkelier en amateurschilder. 
Moelaert leerde schilderen bij Nicolaes Maes en maakte al snel goede portretten. Zijn artistieke carrière werd onderbroken toen hij in 1677 naar Amsterdam moest om de winkel van zijn oom te beheren. Op 26 februari 1677 trouwde hij in Amsterdam met Annetje Hendrickx de Jong. Na zijn terugkeer naar Dordrecht in 1687 wijdde hij veel tijd aan zijn kunstverzameling.
Hij schilderde portretten, historiestukken en genrevoorstellingen. 
- Biografisch Portaal: 22414687
- RKD-Nederlands Instituut voor Kunstgeschiedenis: 429644